# Bataille de l'Affroun
La bataille de l'Affroun est une bataille qui a eu lieu à El Affroun le 27 avril 1840, dix ans après la prise d’Alger par la France, opposant cette dernière à l’État d'Abdelkader. Elle a été suivie par la bataille du col de Mouzaïa.